# Пюрбю, Сергей Бакизович
Сергей Бакизович Пюрбю (7 сентября 1913 — 27 декабря 1975) — поэт, прозаик, драматург, переводчик, литературовед, народный писатель Тувинской АССР (1973).

## Биография
Родился 7 сентября 1913 года в местечке Эъжим Бейси-Хошуна Танну-Тувы. Окончил в г. Кызыле начальную школу, в 1928 году — рабочий факультет Института народов Севера в г. Ленинграде, в 1932 г. — учительское отделение курсов малочисленных народов Советского Востока при педагогическом институте имени Герцена. Работал методистом Министерства культуры ТНР, преподавателем в Кызылском учебном комбинате, председателем Комитета искусств и Союза писателей Тувинской Народной Республики, редактором книжного издательства, директором Дома народного творчества, директором школы г. Шагонара, заведующим литературной частью Республиканского музыкально-драматического театра, председателем Правления Союза писателей ТНР.
Литературная деятельность началась с 1933 года. Первая книга, изданная в 1939 году, была литературоведческая «В помощь молодым писателям», где автор попытался выявить закономерности тувинского стихосложения. Первое собрание его сочинений вышло в 1973 г. На русском изданы книги: «День рождения» (1963), «Напевы жизни» (1967), «Когда улетают журавли». Ему принадлежит первая в тувинской литературе поэма -«Чечек» (1944). В его переводах на тувинском языке изданы книги: «Ромео и Джульетта» В. Шекспира, «Евгений Онегин» А Пушкина, «Детство Никиты» А. Толстого, «Дело Артамоновых», «Девушка и смерть» М.Горького, «Хаджи Мурат» Л.Толстого, «Подвиг капитана Сабурова» К. Симонова, «Поднятая целина» М.Шолохова. Переводил с тувинского на русский рассказы тувинских писателей. Вершиной творчества Сергея Пюрбю, как переводчика, стало издание на тувинском языке романа в стихах «Евгений Онегин». С. Пюрбю был учителем Ю.Кюнзегеша, А.Даржая, С.Тамба.
Именем С. Пюрбю назван Дом народного творчества в Кызыле. На родине поэта, в селе Хайыракан Улуг-Хемского кожууна перед зданием Дома культуры был установлен бюст писателя работы народного художника.
Заслуженный деятель литературы и искусства Тувинской АССР, лауреат Государственной премии Тувы, Народный писатель Тувы, член Союза писателей Тувинской Народной Республики (1942г), член Союза писателей СССР (1945).
Репрессирован в 1948 г. Полностью реабилитирован в 1994 г., посмертно.

## Награды и звания
- Заслуженный деятель литературы и искусства Тувинской АССР (1963)
- лауреат Государственной премии Тувы (1971)
- Народный писатель Тувинской АССР (1973)

## Основные публикации
- «Красный обоз» — стихи
- «Песня утра» — стихи
- «Родная земля» — стихи
- «Молодость всегда со мной» — стихи
- «Рассказы Шынаппая» — проза
- «Путь в просторы» — повести
- «Умные малыши и глупые великаны» — сказки
- «Повествование об Эргепее»
- «Рассказы о Кудереке» — проза
- «Испытание» — пьесы
- «Беглецы» — пьесы
- «Когда улетают журавли» — стихи, поэмы.

## Примечание
1. 1 2  Комбу С. С. Пюрбю Сергей Бакизович / С. С. Комбу // Тувинская литература : словарь / С. С. Комбу; под ред.: Д. А. Монгуша, М. Л. Трифоновой. — Новосибирск: 2012. — С.209.
2. ↑  Персональный сайт — Пюрбю С.Б. Дата обращения: 27 декабря 2017. Архивировано 3 марта 2021 года.
3. ↑  Тува литературная. Вып.2 : биобиблиогр. справочник / НБ им. А. С. Пушкина Респ. Тыва; авт.-сост.: М. А. Хадаханэ, Л. М. Чадамба, Е. М. Ак-кыс, Г. М. Комбу — Кызыл, 2008. — 73 с.